# Mini Juegos del Pacífico 2022
Los Mini Juegos del Pacífico de 2022 se celebraron en Saipán, Islas Marianas del Norte del 17 al 25 de junio de 2022. 
Fue la undécima edición de los Mini Juegos del Pacífico, y la primera celebrada en las Islas Marianas del Norte .

## Sede
Las Islas Marianas del Norte obtuvieron los derechos para organizar el evento el 4 de julio de 2014 durante la reunión de la Asamblea General del Consejo de los Juegos del Pacífico en Port Moresby, Papua Nueva Guinea  La decisión fue unánime después de que el CNMI fuera el único postor después de la fecha límite.

## Participantes
El 1 de junio de 2022, veinte países y territorios han confirmado su participación en los juegos.
| Participantes Pacific Games Associations (PGA) |
| --- |
| - Australia - Islas Cook - Fiyi - Guam - Kiribati - Micronesia - Nauru - Nueva Caledonia - Isla Norfolk - Islas Marianas del Norte (anfitrión) - Palaos - Papúa Nueva Guinea - Samoa - Samoa Americana - Islas Salomón - Polinesia Francesa - Tonga - Tuvalu - Vanuatu - Wallis y Futuna |

## Deportes
Se programaron doce deportes iniciales para los juegos, pero esto se redujo a seis en 2019,  luego del impacto del tifón Yutu.
Posteriormente, el programa se amplió a nueve deportes con la inclusión de va'a (piragüismo con estabilizadores), tenis y levantamiento de pesas en 2021.
| - Atletismo - Bádminton - Béisbol - Voleibol playa - Golf | - Tenis - Triatlón - Halterofilia - Canoa polinesia |

## Medallero
País sede destacado.
| Pos. | Nación                   | Medalla de oro | Medalla de plata | Medalla de bronce | Total |
| ---- | ------------------------ | -------------- | ---------------- | ----------------- | ----- |
| 1º   | Papúa Nueva Guinea       | 33             | 28               | 19                | 80    |
| 2º   | Polinesia Francesa       | 22             | 15               | 21                | 58    |
| 3º   | Islas Marianas del Norte | 16             | 13               | 9                 | 38    |
| 4º   | Australia                | 16             | 3                | 3                 | 22    |
| 5º   | Nueva Caledonia          | 11             | 26               | 17                | 54    |
| 6º   | Guam                     | 10             | 5                | 11                | 26    |
| 7º   | Fiyi                     | 9              | 17               | 17                | 43    |
| 8º   | Samoa                    | 8              | 5                | 8                 | 21    |
| 9º   | Islas Salomón            | 5              | 18               | 6                 | 29    |
| 10º  | Tonga                    | 4              | 0                | 3                 | 7     |
| 11º  | Kiribati                 | 3              | 0                | 1                 | 4     |
| 11º  | Palaos                   | 3              | 0                | 1                 | 4     |
| 13º  | Vanuatu                  | 2              | 5                | 1                 | 8     |
| 14º  | Tuvalu                   | 2              | 0                | 1                 | 3     |
| 15º  | Islas Cook               | 0              | 1                | 3                 | 4     |
| 16º  | Wallis y Futuna          | 0              | 0                | 6                 | 6     |
| 17º  | Isla Norfolk             | 0              | 0                | 2                 | 2     |
| 18º  | Samoa Americana          | 0              | 0                | 0                 | 0     |
| 18º  | Micronesia               | 0              | 0                | 0                 | 0     |
| 18º  | Nauru                    | 0              | 0                | 0                 | 0     |